# Kleče, Velikovec
Kleče (nemško Gletschach) je naselje v Občini Velikovec v Okraju Velikovec na Koroškem v Avstriji.